# 浪漫民族主义

《自由引导人民》油画体现了对1830年法国七月革命浪漫主义色彩

浪漫民族主义（英語：Romantic nationalism），又称民族浪漫主义（national romanticism）、有机民族主义（organic nationalism）或身份民族主义（identity nationalism），是民族主义的一种形式，表现为国家政权从其统治下的整体的有机后果派生出其政治合理性。取决于实践中的特定方式，这种形式包括在其文化下出生的人而形成的原始意义上的民族的语言、人种、文化、宗教和风俗。这种形式的民族主义是针对王朝或帝国霸权而产生的。霸权往往把国家政权的合理性建立在一个帝王或其它权威，从上到下发散而确立其存在的依据。这种下散式的强权可能最终是从一个或多个神祇而衍生出来的（见君权神授说及天命）。
在浪漫主义重要主题中，及其最持久的遗产，浪漫民族主义的在文化上的主张一直在后启蒙时代的艺术和政治哲学中占中心地位。浪漫民族主义早期主要影响了民族语言及民俗的发展，以及地方风俗及传统的精神上的价值。后来整个运动重塑欧洲国家版图，并掀起了民族自決风潮。民族主义是浪漫主义中一个决定因素，并决定了它的角色、表达方式及意义。
在欧洲历史上，浪漫民族主义的分水岭年份是1848年，当时革命浪潮席卷了整个大陆；多个民族革命发生在各个支离破碎的地区（如意大利）或者在多民族的国家（如奥地利帝国）。虽然刚开始时革命被反抗势力打败，旧秩序得以快速恢复，但是很多革命却标志了欧洲各地朝向自由化和现代民族国家建立的第一步。